# EWI

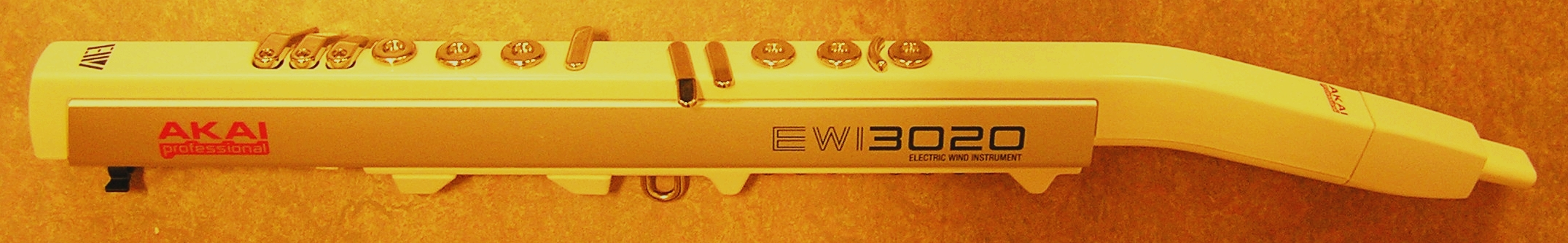
Ett exempel på en EWI

En EWI (Electronic Wind Instrument) benämns en grupp elektroniska blåsinstrument liknande en elektrisk klarinett/saxofon, som kopplas till en synthmodul eller dator. De senare modellerna har inbyggda ljud och behöver varken dator eller synthmodul (endast PA/Förstärkare). EWI har använts flitigt inom jazz av bland annat grupper som Hawk On Flight. Den största tillverkaren är Akai och deras största konkurrent är Yamaha.
EWI utvecklades först av amerikanen Nyle Steiner på 1970-talet efter hans uppfinning av EVI (Electronic Valve Instrument), en elektronisk form av bleckblåsinstrument, och började användas av musiker under 1980-talet. Vidare utveckling av denna sorts elektroniska instrumentteknik görs under 2000-talet bland annat av Johan Berglund (Berglund Instruments/NuRad) i Sverige.
Fingersättningen liknar den som saxofonister använder och därmed liknar den alla träblåsinstrumentens fingersättningar, eftersom de är väldigt lika. En sak som dock skiljer sig är att man måste dra tummen över en sensor för att byta oktav. På den senare modellen (EWI 4000s) kan man ändra en inställning så att man får samma fingersättning som på brassinstrument (trumpet, ventilbasun etc.) Detta ersätter den tidigare EVI:n (Electronic Valve Instrument).
Det finns 100 förinställda ljud i den, men med hjälp av en dator kan man göra egna ljud och även köpa ljud från Internet. Den kan också kopplas till en separat synthmodul eller användas i datorprogram som till exempel Reason eller Cubase. Detta gör i princip att mängden olika ljud som kan användas blir obegränsad.
En EWI har en del funktioner som vanliga blåsinstrument saknar:
- En platta som man för tummen över för att göra glissando.
- Möjlighet att spela en ton samtidigt som den förra fortfarande klingar.
- Transponering (även om vissa instrument faktiskt kan transponeras genom att ta bort eller sätta dit en extra del)
- Ett otroligt tonomfång, åtta oktaver(!), vilket är mer än vad ett piano har.